# برونو مارتينز دي جيسوس
برونو مارتينز دي جيسوس (بالبرتغالية: Bruno Martins de Jesus‏) هو لاعب كرة قدم برازيلي، ولد في 21 يوليو 1986 في سانتوس في البرازيل.